# Wasserturm am Darmstädter Hauptbahnhof
Der Wasserturm ist ein unter Denkmalschutz stehendes Bauwerk in Darmstadt.

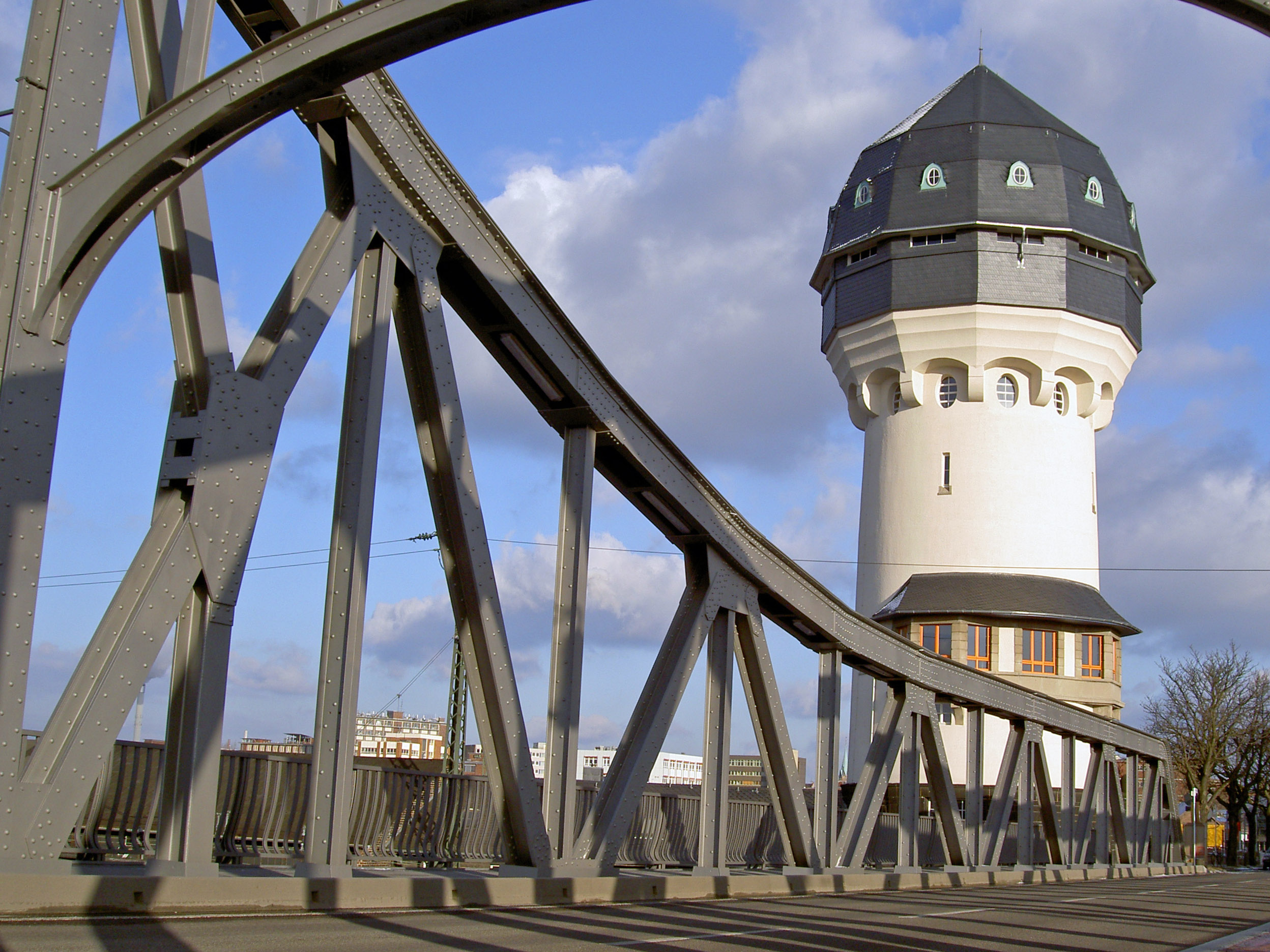
Wasserturm; im Vordergrund die Dornheimer Brücke

## Geschichte

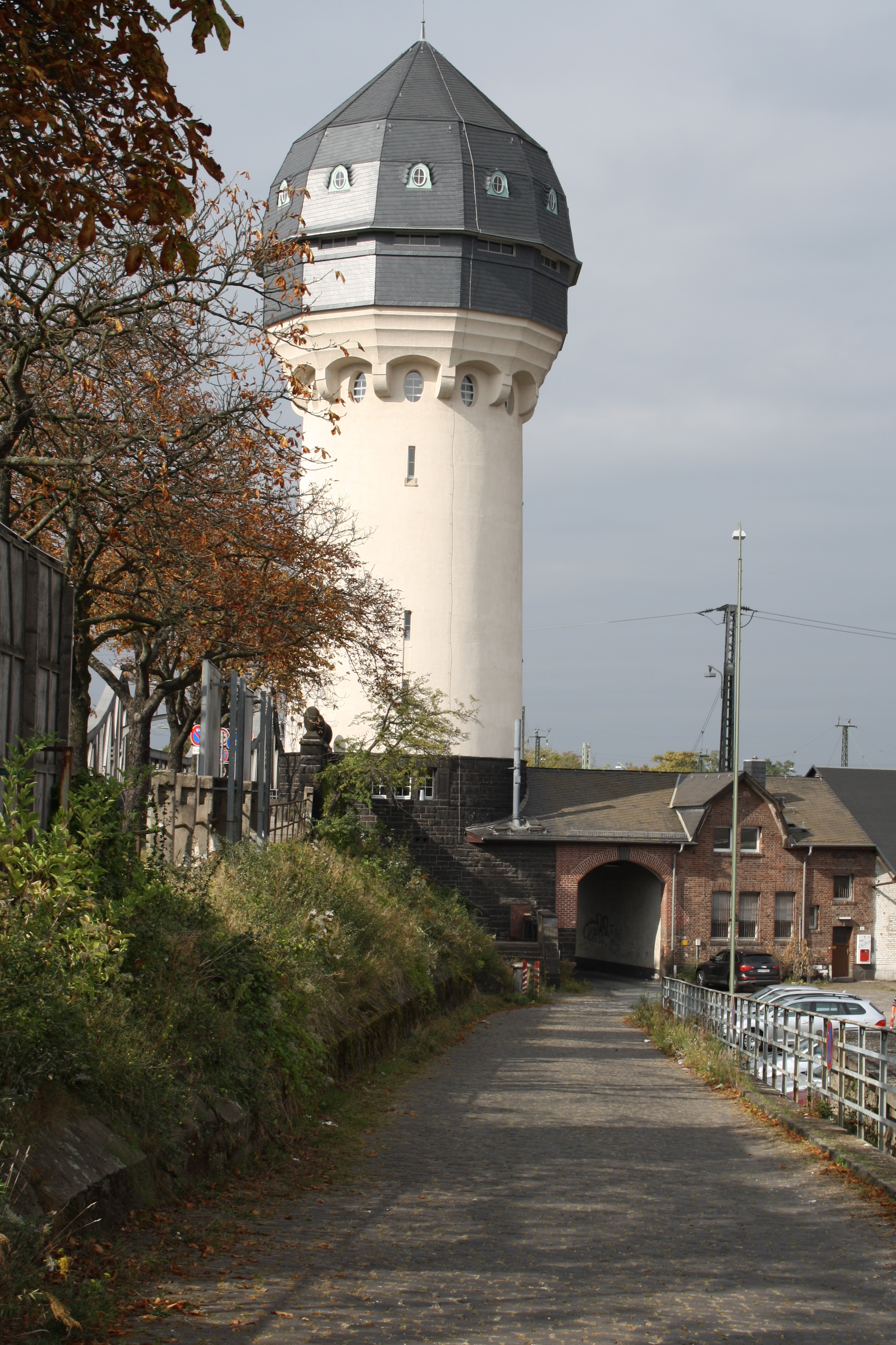
Ostseite

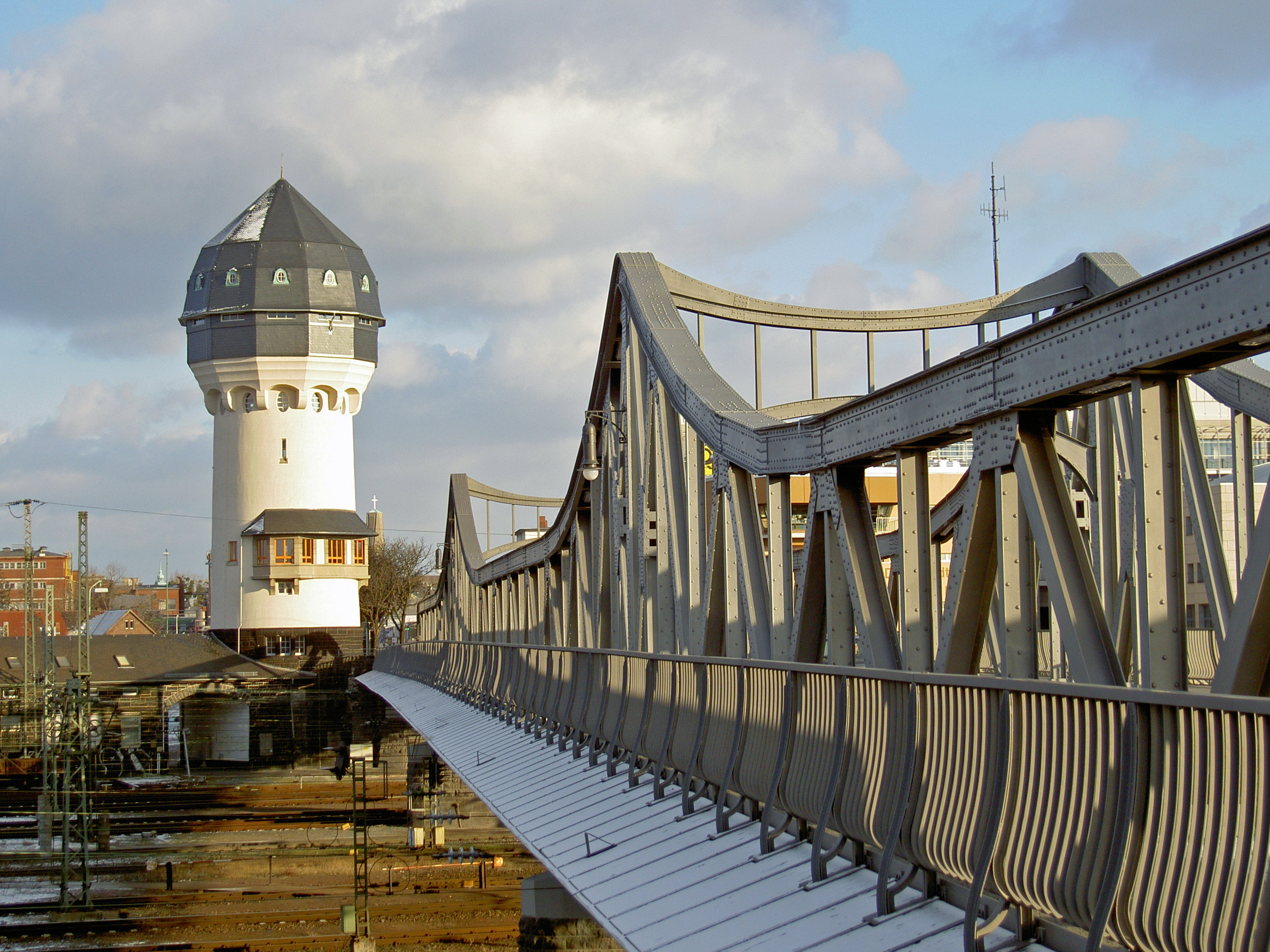
Wasserturm; Westseite

Der Wasserturm wurde 1910 bis 1912 im Rahmen des Neubaus des Darmstädter Hauptbahnhofs neben der etwa gleichzeitig gebauten Dornheimer Brücke errichtet. Das Bauwerk entstand nach Entwürfen des Architekten Friedrich Mettegang, der als Baurat bei der Eisenbahndirektion Mainz arbeitete.
In der Bauweise dem Darmstädter Hauptbahnhof angeglichen, diente er zur Versorgung des Bahnhofs und der dort stationierten Lokomotiven mit Wasser und beherbergte das Stellwerk IV. Der Turmschaft besteht aus verputztem Ziegelmauerwerk. Der oben offene stählerne Wassertank, ein halbkugelförmiger Hängebodenbehälter nach dem Konstruktionsprinzip von Georg Barkhausen, trägt die Holzkonstruktion für das Schieferdach. Eine Besonderheit ist das im Turm integrierte Stellwerk, dessen Steuerung nicht wie sonst üblich mechanisch, sondern pneumatisch betrieben wurde. Die Kombination von Wasserturm und Stellwerk gab es Deutschland viermal, wovon nur noch der Darmstädter Wasserturm als technisches Denkmal existiert. Das Stellwerk wurde 1972 durch ein neues Zentralstellwerk ersetzt und mit dem Ende der Dampflokomotivenzeit 1975 in Darmstadt hatte der Wasserturm endgültig ausgedient. Er sollte 1978 abgerissen werden.
Das Abbruchgerüst stand bereits, als die Darmstädter Bürger auf den Abrissplan aufmerksam wurden. Das Landesamt für Denkmalpflege stellte den Turm am 8. August 1978 unter Denkmalschutz.
Der Musiker, Komponist und Architekt Albrecht Pfohl kaufte 1986 der Deutschen Bundesbahn den Turm ab und rettete das technische Denkmal vor dem Abriss. 2003 wurde der Wasserturm mit Unterstützung des Landes Hessen und der Stadt Darmstadt saniert und wieder in einen denkmalwürdigen Zustand versetzt. Im ehemaligen Kesselraum befindet sich das Atelier einer Malerin; die übrigen Geschosse werden für Veranstaltungen genutzt.